# 永字八法
永字八法（えいじはっぽう、えいじはちほう）とは、漢字の「永」の字には、書に必要な技法8種が全て含まれているという事を表した言葉。

## 概要
側（ソク、点）、勒（ロク、横画）、努（ド、縦画）、趯（テキ、はね）、策（サク、右上がりの横画）、掠（リャク、左はらい）、啄（タク、短い左はらい）、磔（タク、右はらい）の八法。
楷書の成立と紀元を同じくすると言われる。その由来には唐の張懐瓘『玉堂禁経』にある「大凡筆法、点画八体は『永』字に備わる」「八法は隷字の始めに起こり、後漢の崔子玉より、鍾・王を歴て以下、伝授し用うる所の八体は万字に該す」といった記述から崔瑗（字は子玉）・鍾繇・王羲之説が唱えられてきた。また、宋代の文献には智永説（宋・陳思『書苑菁華』）、張旭説（宋・朱長文『墨池編』）などが見られる。
なお、永字八法に含まれない書法として、戈法・戈脚（カ、右へ斜めに引きおろした線をはねあげる）が挙げられる。

## 八法の詳細

### 側（ソク、cè）
図の1。
- 李溥光『永字八法解』 - 「怪石」
- 筆画の「点」
- 筆と筆先の側面を使って抉るように書くので「側」と言う。

### 勒（ロク、lè）
図の2。
- 李溥光『永字八法解』 - 「玉案」
- 筆画の「横」
- 「勒」は馬の頭に掛けて馬を御する革ひも。勝手に動かないように制御する意味で、馬の革紐を引き締めるように書く。

### 努（ド、nǔ）
図の3。
- 李溥光『永字八法解』 - 「鉄柱」
- 筆画の「竪」（すなわち縦画）
- 「努」の脚（漢字の下半分）を「弓」とした「弩」と書く場合もある。「石弓」のこと。石弓で石を遠くに放つ前のように、縦画の中央部が左に反るように書く。

### 趯（テキ、tī）
図の4。
- 李溥光『永字八法解』 - 「蟹爪」
- 筆画の「鉤」（縦画あるいは横画からの「はね」）
- 旁（つくり；漢字の右半分）は「羽」と「隹」（ふるとり）から成り、高く抜きんでた雉（キジ）の尾。偏の「走」と合わさって、高く抜きんでるように躍り上がること。

### 策（サク、cè）
図の5。
- 李溥光『永字八法解』 - 「虎牙」
- 筆画の「提」（右斜め上に向かう「はね」）。あるいは「横」が右上がりになったもの。
- 脚（あし；漢字の下半分）は「セキ」で「とげの出た枝」を描いた象形文字。「刺す」の偏も同じ意味。「竹」の冠と合わせて、ぎざぎざとがっている鞭（ムチ）。鞭で「ビシッ」と叩くように書く。

### 掠（リャク、lüè）
図の6。
- 李溥光『永字八法解』 - 「犀角」
- 筆画の「撇」が長く現されたもの。「左はらい」のこと。あるいは「彎」（左そり）。
- 「掠」は「かすめる」こと。女性の長い髪を梳る（すく、くしけずる）ようにゆったりと左に払う。

### 啄（タク、zhuó）
図の7。
- 李溥光『永字八法解』 - 「鳥啄」
- 筆画の「撇」が短く現されたもの。
- 「啄」は「ついばむ」ことで、啄木鳥（キツツキ）が木を叩く姿を示す。

### 磔（タク、zhé）
図の8。
- 李溥光『永字八法解』 - 「金刀」
- 筆画の「捺」。「右はらい」のこと。
- 「磔」は「はりつけ」のことだが、「引き裂いて内臓を開く」意味もある。左への払い（掠）と異なり、肉を引き裂いて、金刀が骨まで達するように、力を入れてじっくりと右に払い、特に払い終わりは「掠」よりも力を入れて三角形を作る。